# ISS-Expeditie 12
ISS Expeditie 12 was de twaalfde missie naar het Internationaal ruimtestation ISS. De missie begon op 3 oktober 2005. Er werden twee ruimtewandelingen uitgevoerd door de bemanning. 
De Amerikaanse ondernemer Gregory Olsen was ook aan boord van het Sojoez TMA-7 ruimteschip als ruimtetoerist. Hij ging na ruim een week terug met de bemanning van ISS Expeditie 11 met het Sojoez TMA-6 ruimteschip. Olsen werd hierdoor de derde zelfgefinancierde ruimtetoerist.

## Bemanning
| Positie           | Ruimtevaarder                                 |                                               |
| ----------------- | --------------------------------------------- | --------------------------------------------- |
| Bevelhebber       | William S. McArthur, NASA 4e ruimtevlucht     | William S. McArthur, NASA 4e ruimtevlucht     |
| Flight Engineer 1 | Valery Ivanovich Tokarev, RSA 2e ruimtevlucht | Valery Ivanovich Tokarev, RSA 2e ruimtevlucht |